# Gunnar Moberger
John Gunnar Viktor Moberger, född 27 mars 1918 i Stockholm, död 24 maj 2009 i Stockholm, var en svensk läkare och cancerforskare. Han utnämndes till professor i tumörpatologi vid Karolinska institutet 1972 och var klinikchef för tumörpatologin vid Karolinska sjukhuset 1976–82. Han hade förtroendeuppdrag bland annat inom Riksföreningen mot cancer, Cancerföreningen i Stockholm och Konung Gustaf V:s Jubileumsfond. Efter sin pensionering 1982 var han verksam vid University of Kuwait fram till 1988, och senare vid Sabbatsbergs och Huddinge sjukhus. Han publicerade ett hundratal skrifter i experimentell och klinisk cancerforskning, tumör- och strålpatologi samt tumörcytologi. Gunnar Moberger var son till John Moberger och bror till Ingemar Moberger.